# Каменка (Ненецкий автономный округ)
Ка́менка — деревня в Заполярном районе Ненецкого автономного округа Российской Федерации. Входит в состав Пустозерского сельсовета.

## История
Деревня основана в начале XX века.

## Население
| 2002 | 2010 |
| ---- | ---- |
| 201  | ↘121 |

Численность населения деревни, по данным Всероссийской переписи населения 2010 года, составляла 121 человек.

## География
Деревня расположена на левом берегу реки Печора в 60 км выше по реке от Нарьян-Мара, и в 18 км выше по реке от Оксино. Ближайший населённый пункт — посёлок Хонгурей находится в 8 км. Между Каменкой и Хонгуреем имеется грунтовая дорога.

## История
Деревня возникла на месте выселка Каменный, основанного в конце XIX века. Во второй половине XIX века на берегу Печоры, в 2 км выше по течению, возник другой выселок - Курбас (Курабас, Курабожский), который позднее получил название Верхняя Каменка, в то же время выселок Каменный стали называть Нижняя Каменка. В 1922 году в выселке Верхняя Каменка было 10 дворов, в них проживало 46 человек.  В конце 1950-х годов Верхняя Каменка прекратила существование, а Нижняя Каменка стала называться просто Каменкой.

## Экономика
Основные занятия населения — рыболовство и оленеводство. В деревне расположен участок оленеводческого колхоза «Няръяна ты» («Красный олень»).

## Инфраструктура
ФАП, магазин, электростанция.

## Транспорт
В период навигации на реке Печоре выполняются ежедневные рейсы на теплоходе по маршруту Нарьян-Мар — Великовисочное — Лабожское, и Нарьян-Мар — Каменка.
Регулярные авиарейсы один раз в неделю из Нарьян-Мара на вертолете Ми-8 в зимний период. Грузы доставляются по реке Печора в период навигации из городов Печора и Нарьян-Мар а также гусеничным транспортом зимой из Нарьян-Мара.

## Радио
- 102,0 Север FM

## Сотовая связь
Оператор сотовой связи стандарта GSM: МТС